# 蛭石
蛭石又称𥒓石，是一种天然、无毒的矿物质，在高温作用下会膨胀的矿物。它是一种比较少见的矿物，属于硅酸盐。其化学结构为（在化学结构中括号中的化学元素可以互相取代，但是与括号外的元素的比例是恒定的），其晶体结构为单斜晶系，从外形上它看上去像云母。蛭石是一定的花岗岩水合时产生的。它一般与石棉同时产生。
由于蛭石有离子交换的能力，它对土壤的营养有极大的作用。
2000年世界的蛭石总产量超过50万吨。最主要的出产国是中国、南非、澳大利亚、津巴布韦和美国。

## 名称
蛭石在被高温加热时会不停地膨胀，由於这个动作很像是水蛭在蠕动，因此人们把这种石头取名为“蛭石”。

## 形成和产地
在自然界里在温泉的溶液中由黑云母等矿物产生。在自然界里它们与土壤中的粘土混合在一起，而且无法从粘土中分出来。
蛭石在俄罗斯科拉半岛、南非和美国均有出产。

## 结构
在结构上蛭石是混合的层状的硅酸盐晶体：
每两层正离子组成的四面体晶体之间隔着一层八面体晶体，组成一个2:1的硅酸盐层。在八面体晶体重正离子以镁离子为主。四面体晶体中硅离子与铝离子之间的比例为1:2至1:3。这导致四面体层中负电荷过剩。八面体晶体中的其它正离子（比如三价铁离子取代二价的镁离子）可以中性化部分这些负电荷。
总的来说蛭石的每个原胞有1.2至1.8个剩余的负元电荷。每层之间的水化正离子补偿这些多余的负离子。随硅酸盐中正离子的不同成分、周边大气中的水汽分压和温度蛭石的晶体层之间有不同的水量。
蛭石晶体层间的水量和相应的基层距离随水汽分压和温度变化，但是这个变化不是持续的。基层距离拥有断续的量。随着温度的提高和水汽分压的降低蛭石的基层距离会阶段性地缩小。

## 爭議
英國BBC製作人Margaret Heffernan於2015年12月曾公開指稱生产蛭石产生的灰尘使一座蒙大拿小鎮中的居民患上尘肺病。

## 应用
- 与硅酸钠一起用来：
  - 高温隔绝
  - 防火层
- 植物栽培的土壤调理剂
- 隔温
- 充填物
- 暖宝宝